# Vilém Barcelonský
Vilém (Wilheml) zvaný Barcelonský nebo Septimánský byl starším synem vévody Bernarda ze Septimánie (†844) a Dhuody. Na krátký čas se jako spojenec akvitánského krále Pipina II. zmocnil Barcelonského hrabství.

## Životopis

### Původ
Vilém pocházel z urozené franské rodiny. Jeho dědeček Svatý Vilém Akvitánský byl bratrancem císaře Karla Velikého a jeho významným vojevůdcem ve válce proti muslimům, prvním akvitánským vévodou a brabětem Toulouse. Jeho otec Bernard ze Septimánie získal do držení vévodství septimánské a významné postavení komorníka na dvoře císaře Ludvíka Pobožného..
Původ jeho matka Dhuody je sice zastřen záhadou, ale zajisté lze říct, že její původ byl vysoce urozený. Měla na svoji dobu a na to, že byla ženou, neobvykle kvalitní vzdělání a je autorkou významného středověkého díla Liber manualis.

### Život a kariéra
Narodil se v 26. listopadu 826 v Uzès, kde jeho matka sídlila a odkud spravovala rodinné statky. Jeho otec trávil většinu času mimo domácí krb.
Roku 830 musel jeho otec uprchnout od císařského dvora do Barcelony. Čelil obvinění z cizoložství s císařovnou Juditou. V následujících občanských válkách mezi císařem Ludvíkem Pobožným a jeho syny přišel Vilém o dva strýce (Herberta a Gaucelma (†834) a tetu Gerbergu (†834), které nechal popravit či uvěznit císařův syn Lothar.
Bernard Septimánský byl následně rehabilitován a nějaký čas po smrti císaře (†840) pobýval v Uzès s manželkou a synem. Při této příležitosti se narodil mladší Vilémův bratr Bernard (22. března 841).
Mezitím se situace v říši opět vyhrotila a Bernard Septimánský pod tlakem událostí souhlasil s tím, aby se mladý Vilém odebral na dvůr západofranského krále Karla II. Holého. Jeho ještě nepokřtěný bratr byl svěřen do soukromé výchovy.
Po uzavření míru mezi dědici Franské říše Verdunskou smlouvou nastala situace, kdy mladý akvitánský král Pipin II. byl fakticky svými strýci vyděděn a přišel o panství. Větší část akvitánské šlechty ho provolala králem a vzbouřila se proti Karlu II. Holému, který si Akvitánii nárokoval.
Bernard ze Septimánie doplatil na své sympatie a podporu rebelujícího Pipina II. a Karel II. Holým ho následně nechal popravit v Toulouse (†844).. Mladý Vilém, toho času již mimo dvůr Karla II. Holého, bez váhání nabídl své služby mladému Pipinovi II. a společně 14. června 844 porazili vojska krále Karla II. Holého.
Následné události se však obrátili proti mladému samozvanému akvitánskému králi. Vikingové napadli město Bordeaux a pustošili Gaskoňsko. Hrabě z Bordeaux Seguina zajali a popravili. Vilém byl pak Pipinem II. pověřený obranou Gaskoňska a stal se titulárním gaskoňským vévodou. Sám však roku 848 padl do vikinského zajetí.
Pipinovi II. se podařilo dojednat propuštění Viléma ze zajetí a ten následně napadl Barcelonu, kterou ovládali příznivci Karla II. Holého a lstí se jí zmocnil. Udržel ji po dva roky. Následně padl v bitvě s příznivci Karla II. Holého nebo byl jimi vylákán a zabit, to přesně není známo..

### Rodina
Nedochovaly se zprávy, že by byl Vilém ženat, či po sobě zanechal potomky. Většina jeho blízkých příbuzných zemřela smrtí přirozenou či násilnou v rozmezí let 834 až 844.
Jeho bratr Bernard byl vychováván v Akvitánii a později se stal mocným šlechticem a mimo jiné hrabětem z Auvergne. Jeho synovec Vilém Zbožný, vévoda akvitánský, založil klášter v Cluny